# ピレトリンII
ピレトリンII(Pyrethrin II)は、殺虫剤としての活性を持つ有機化合物である。ピレトリンIとともに、2種のピレトリンのうちの1つである。毎年、温帯で栽培されるヨモギギク属の植物からこれら2種の混合物が数千トン製造されている。ピレトリンIが(+)-trans-菊酸の誘導体であるのに対し、ピレトリンIIでは1つのメチル基がカルボキシメチル基に酸化されており、そのため核の構造はピレトリン酸と呼ばれる。これらの化学構造に関する知識は、ピレスロイドと呼ばれる合成アナログ製造への道を開いた。生合成の面では、ピレトリンはジメチルアリルピロリン酸から誘導されるテルペノイドとして分類される。